# Анфотирос
Анфотирос (грец. Ανθότυρος — сир-квітка) — традиційний для Греції, непастеризований сир, який виготовляється з овечого молока із додаванням сироватки або молока кіз.
Анфотирос має різні розміри і форму, як правило, зрізаний конус або кульку. Сир сухий, білий і не має шкоринки. Його їдять на сніданок з медом і фруктами, в пікантних стравах з маслом, помідорами і духмяними травами, ідеально підходить для страв зі спагеті.
Рецепт цього сиру був вироблений впродовж століть. Він являє собою довговитриманий, дозрілий, солоний вараінт сиру мізіфра. Виготовлення сирів мізіфра та анфотирос є основою економіки сільськогосподарських районів острова Крит. Назва сиру походить від аромату і смаку, що має нотку аромату трав. Гладкий, жорсткий і вологий, сир має тонку, пухку структуру.